# 파워스포츠
파워스포츠는 CBS 표준FM에서 2006년 3월 2일부터 2007년 9월 1일까지 1년간 방송했던 스포츠 정보 프로그램이다.
진행자는 박재홍 아나운서이며, 방송시간은 월~토요일 밤 9시 5분부터 밤 9시 30분까지이다.

## 같이 보기
- CBS 표준FM
- 기독교방송

| CBS 표준FM 월~토요일 프로그램 |                          |                       |
| 이전                          | 파워스포츠               | 다음                  |
| 시사자키 오늘과 내일          | 파워스포츠               | 라디오 강단           |
| 저녁 7시 5분 ~ 밤 9시         | 밤 9시 5분 ~ 밤 9시 30분 | 밤 9시 35분 ~ 밤 10시 |
|                               |                          |                       |